# بوب كوبل
بوب كوبل هو سياسي أمريكي، ولد في 27 أبريل 1953. نشط حزبياً في الحزب الديمقراطي.